# Västgöta-Bladet
Västgöta-Bladet (VB) är en lokaltidning i Tidaholm i Sverige. Västgöta-Bladet ingår i Hall Media och Västgöta-Tidningar, som även ger ut Falköpings Tidning, Skaraborgs Läns Tidning och Skövde Nyheter.
År 1905 startades Tidaholms Tryckeri AB med syftet att skapa en lokaltidning för Tidaholm. Eldsjälen bakom projektet var Gustaf Lindberg som senare blev tidningens förste redaktör. Den första ordinarie utgåvan kom först den 4 januari 1906 och tidningen utkom sedan på tisdagar och fredagar. Numera utkommer tidningen fyra dagar i veckan (måndag, onsdag, torsdag och fredag).
Tidningen inledde 1972 samarbete med Falköpings Tidning, bland annat med tryckning vid dennas tryckeri i Falköping.
2020 köpte Bonnier News Local upp Hall Media. Vid uppköpet av Hall Media tillträdde Patricia Svensson som ansvarig utgivare och chefredaktör för Falköpings Tidning, Skaraborgs Läns Tidning, Västgöta-Bladet och Skövde Nyheter. I september 2022 tog Adam Jönsson över som ansvarig utgivare och chefredaktör för de fyra tidningstitlarna.  
Under hösten 2023 beslöt man att samtliga tidningar inom tidigare Västgöta-Tidningar skulle ha enskilda ansvariga utgivare och chefsredaktörer. Från och med 1 december tog därför den tidigare nyhetsredaktören Claes Rydholm över som ansvarig utgivare och chefsredaktör på Västgöta-Bladet.